# Spartak Grigorian
Spartak Grigorian (* 21. April 1998 in Delmenhorst) ist ein deutscher Schachspieler.

## Leben
Grigorian ist Sohn armenischer Eltern. Nach seinem Abitur an den Berufsbildenden Schulen Wildeshausen absolvierte er ein duales Studium mit Fachrichtung Logistikmanagement in Bremen. Das Schachspiel erlernte Grigorian im Alter von fünf Jahren von seiner Großmutter.
Sein Heimatverein ist der Schachklub Wildeshausen. Seit 2015 ist Grigorian jedoch für die Schachabteilung des SV Werder Bremen aktiv. 2016 feierte er dort sein Debüt für die erste Mannschaft in der Schachbundesliga, wo er seitdem weitere Einsätze sammeln durfte. Seit September 2021 fungiert Grigorian als Team-Manager der Bundesligamannschaft.

## Erfolge
Mit seinem Heimatverein Schachklub Wildeshausen gelang Grigorian bei der Deutschen Vereinsmeisterschaft 2013 in Lingen der Titelgewinn in der Altersklasse U16, wobei Grigorian sich mit 5,5/7 am ersten Brett als Topscorer seiner Mannschaft auszeichnen konnte.
Im Jahre 2015 errang er bei den Deutschen Jugendeinzelmeisterschaften in Willingen den Titel als Deutscher Meister U18 mit 7/9. Zuvor war Grigorian in den Jahren 2012 (U14) und 2010 (U12) Vizemeister geworden, was ihm 2016 in der Altersklasse U18 erneut gelang.
Seit Mai 2021 trägt er den Titel Internationaler Meister. Die erforderlichen Normen hierfür erzielte er allesamt mit Übererfüllung in der zweiten Jahreshälfte des Jahres 2020 bei Turnieren in Innsbruck, Balatonlelle und Aarhus, bei letztgenanntem gar mit Erreichung einer GM-Norm. Bereits 2016 hatte Grigorian zudem eine weitere IM-Norm bei dem siebenrundigen European Club Cup in Novi Sad erzielt.